# Moritz Hochschild

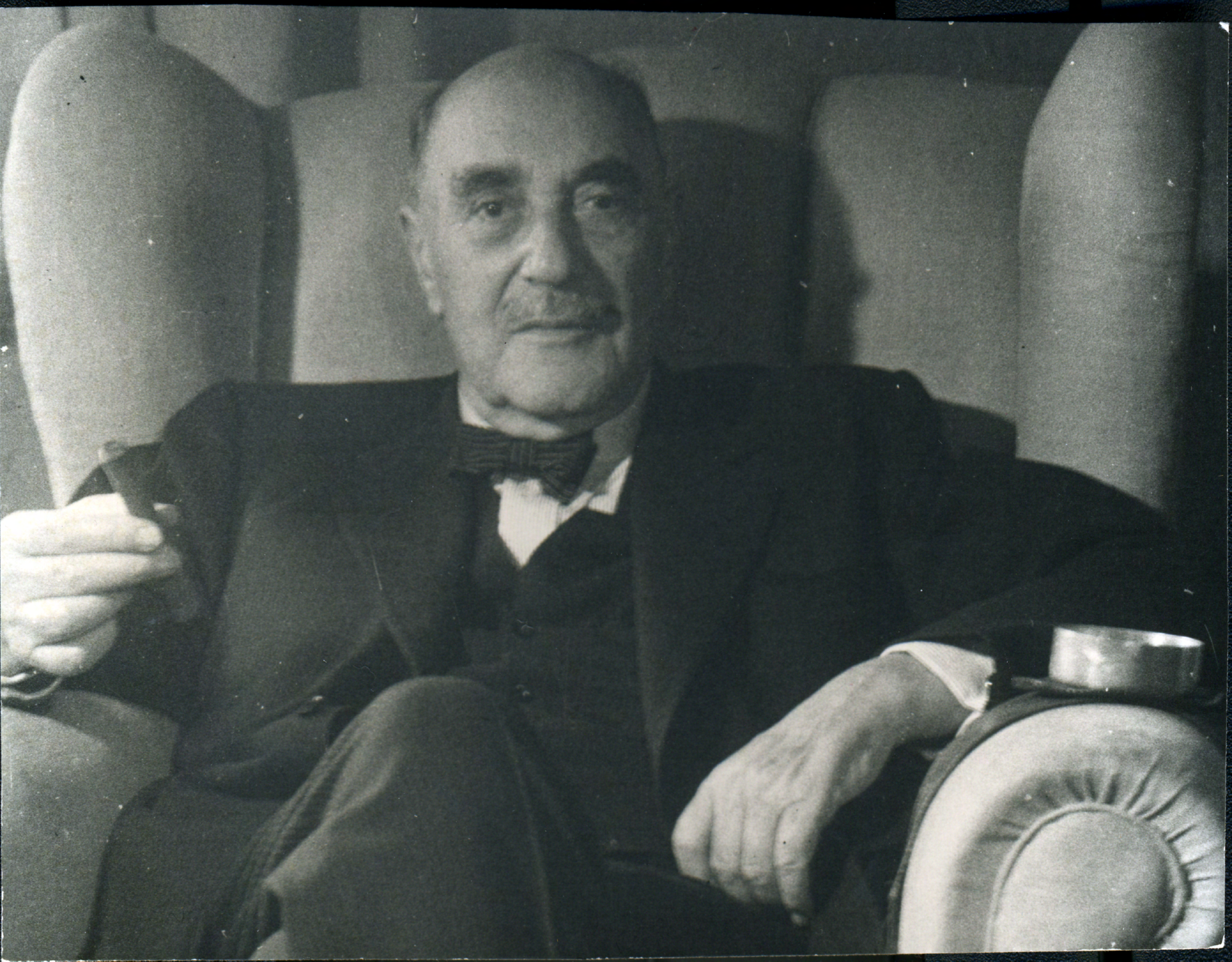
Moritz Hochschild (1962)

Moritz Hochschild, auch Don Mauricio Hochschild (* 17. Februar 1881 in Biblis, Deutsches Kaiserreich; † 12. Juni 1965 in Paris, Frankreich) war ein deutsch-bolivianischer Bergbauunternehmer der ersten Hälfte des 20. Jahrhunderts und neben Simón I. Patiño und Carlos Victor Aramayo einer der drei südamerikanischen „Zinn-Barone“, die zusammen die sogenannte Rosca bildeten.

## Leben
Moritz Hochschild war ein deutscher agnostischer Jude, dessen Familie bereits seit mehr als einer Generation im Bergbau- und Metallwesen tätig war. Nach Abschluss seiner Schulzeit studierte er Bergbau und Ingenieurwissenschaften an der Bergakademie Freiberg. Im Jahr 1905 begann er seine berufliche Laufbahn bei der Metallgesellschaft, einer Firma für Rohstoffhandel und Bergbau.
Später ging er nach Spanien und Australien, bevor er schließlich nach Südamerika zog, um sich dort selbstständig zu machen. Von 1911 bis 1914 erwarb er in Chile ein beträchtliches Vermögen im Kupferhandel. Sein Bruder Salomon („Sali“) schloss sich ihm an. Beim Ausbruch des Ersten Weltkrieges kehrte er nach Deutschland zurück, um einen „vaterländischen Beitrag“ zu leisten. Dies geschah insbesondere durch die Beschaffung von Metallen für die Kriegsrohstoffabteilung.
1919, nach Kriegsende, ging er erneut nach Südamerika, zusammen mit seiner Frau Käthe Rosenbaum, die er im Jahr vorher geheiratet hatte. 1920 wurde ihr Sohn Gerardo Hochschild geboren, vier Jahre später starb seine Ehefrau.
In den folgenden zwei Jahrzehnten baute er von Bolivien aus mit der Gewinnung und dem Handel von Zinn-Erzen ein Wirtschaftsimperium auf, das von Peru im Norden bis Chile im Süden reichte. Während dieser Wachstumsperiode folgten ihm weitere Familienmitglieder nach Südamerika und arbeiteten in seiner Gesellschaft, darunter auch sein Cousin Philipp Hochschild mit seiner Ehefrau Germaine. Moritz (oder Don Mauricio, wie er in Südamerika genannt wurde) hatte eine Affäre mit Germaine und heiratete sie nach ihrer Scheidung von Philipp.
In den 1930er Jahren befand sich die wirtschaftliche und politische Bedeutung der Moritz-Hochschild-Gruppe auf dem Höhepunkt. In den Jahren 1939 und 1944 wurde er auf Anordnung der bolivianischen Regierung festgenommen und zum Tode verurteilt. Als er wenige Wochen nach seiner Freilassung 1944 zwei Wochen lang in der Hand von Kidnappern verbringen musste, verließ er nach seiner Befreiung Südamerika für immer.
Im Jahr 1951 übertrugen die Hochschilds den Großteil ihres Vermögens der Hochschild Trust and Foundation. 1952 wurde die Moritz-Hochschild-Gruppe im Zuge der Bolivianischen Revolution enteignet. Sie überstand dies, verlor dabei aber 70 % des vorherigen Betriebsvermögens. Die Gesellschaft wuchs weiter und expandierte auch im Ausland. Moritz Hochschild starb im Jahr 1965 in Paris als angesehener Industrie- und Handelsunternehmer. Der Schriftsteller Augusto Céspedes kritisierte die Rosca öffentlich als „Gang“, die das Land „aussauge“ (Rouquié: „mettre en coupe réglée“). Der französische Diplomat und Buchautor Alain Rouquié berichtet daneben auch von antisemitischen Kontroversen seitens bolivianischer Nationalisten gegen Hochschild.
Moritz Hochschild bedachte 1955 seine Geburtsstadt Biblis mit einer namhaften Geldspende (DM 5.000). Als Dank dafür benannte Biblis eine Straße nach ihm.
Nach seinem Tode wurde bekannt, dass er einer großen Zahl von Juden zur Flucht aus dem „Dritten Reich“ verholfen hatte. „1938 rechnete Hochschild aus, dass er 2000 bis 3000 Juden hergeholt hatte, 1939 kam er auf 9000“, sagt ein Historiker, der an einer Biografie des bolivianischen Präsidenten Germán Busch Becerra arbeitet. Hochschild stand für Transportkosten, Einwanderungsformalitäten und die erste Aufnahme auf einem Bauernhof in der Region Yungas ein. Edgar Ramírez, Archiv-Direktor der bolivianischen Minengesellschaft COMIBOL, und der Vorsitzende der Israelitischen Gemeinde Boliviens, Ricardo Udler, sehen weitreichende Parallelen zwischen Hochschild und dem Unternehmer Oskar Schindler, der mehr als tausend Juden vor den Nazis rettete und dem der Regisseur Steven Spielberg mit seinem Film „Schindlers Liste“ 1993 ein Denkmal setzte.

## Ehrungen
In seiner Heimatstadt Biblis gibt es eine ihm gewidmete Hochschildstraße.

## Hochschild heute
Im November 1984 verkaufte Luis Hochschild, ein Neffe Moritz Hochschilds, das lateinamerikanische Minengeschäft der Hochschild-Gruppe an das südafrikanische Bergbauunternehmen Anglo American Corporation of South Africa. Im Gegenzug gab dieses seine peruanischen Bergbauaktivitäten an die Hochschild Gruppe ab.
Hieraus ging das an der Londoner Börse (LSE) notierte Bergbauunternehmen Hochschild Mining plc (ISIN: GB00B1FW5029) hervor, welches sich auf den Untertagebau von Gold und Silber in Lateinamerika spezialisiert hat. Das Aktienkapital liegt mehrheitlich in den Händen von Moritz Hochschilds Nachfahren. Geführt wird es von Eduardo Hochschild, einem Großneffen von Moritz Hochschild.
Neben Hochschild Mining besitzt die Familie Hochschild in Peru noch Unternehmen in den Bereichen Zement (Pacasmayo) und Phosphat (Fosfatos del Pacifico).